# 시녀들 (희곡)
시녀들(Las Meninas)은 안토니오 부에로 바예호가 디에고 벨라스케스 서거 300주년이 된 1960년에 발표한 희곡이다. 벨라스케스와 동명의 회화를 모티프로 했다. 미술에도 조예가 깊었던 작가가 벨라스케스에게 바치는 사모곡이다.

## 내용
<시녀들>은 벨라스케스의 동명 회화를 모티프로 한 희곡이다. 벨라스케스와 <시녀들>에 얽힌 비화를 극적 상상력으로 재구성해 웅장한 스케일의 사극으로 완성했다. 벨라스케스는 바로크 미술을 대표하는 화가다. 펠리페 4세의 총애에 힘입어 그림 그리는 일 외에도 궁정 안내, 왕의 의상과 개인 집무실 관리 등을 맡아 했다. 최고 시종장인 식부장관에 임명되어 궁정의 모든 의전과 축제를 지휘하고 궁 장식을 위해 회화나 조각품을 제작 또는 구입하는 일을 가독했다. 한편 벨라스케스의 <시녀들>은 특이한 구도로 흥미를 유발한다. 화폭 한가운데 화려한 드레스를 입은 시녀들이 어린 공주의 시중을 들고 있다. 그 옆에 붓을 들고 무언가를 바라보는 화가가 꽤 비중 있게 그려져 있다. 궁정을 드나들던 난쟁이들과 개도 등장한다. 반면 왕실 최고 권력자인 국왕 내외는 가운데 벽 거울 안에 희미하게 그려져 있어 자세히 봐야 알아챌 수 있을 정도다. 신분 격차가 큰 인물들을 한 화폭에 담아낸 데다 화가 국왕 부부보다 화가 자신을 더 크게 그려 넣은 이 무례한 구도는 왕의 두터운 신임이 없었다면 감히 궁 안에 걸리지 못했을 것이다. 여러 예술가 학자들에게 의미 있는 반향과 재해석을 불러일으킨 이 작품은 안토니오 부에로 바예호에게도 연극적 상상력을 부어 주었다. 부에로 바예호는 벨라스케스 서거 300주년이 된 1960년에 <시녀들> 창작 당시 스페인 궁정을 배경으로 한 희곡 <시녀들>을 선보였다. 부에로 바예호는 역사적 기록을 사실적으로 극화하는 대신 그림의 모델들을 인물로 등장시켜 당시 있었을 법한 일, 허구의 사연을 무대화한다. ‘벨라스케스에 대한 판타지’라는 부제에서 보듯, 그 과정에서 화가는 역사 기록보다 이상화된 인간으로 묘사되었다.
부에로 바예호는 그림에서 엿볼 수 있는 벨라스케스의 광활한 내면세계에 매료되어 벨라스케스에 대한 판타지를 구상했다. 다시 말해 희곡 ≪시녀들≫은 단순히 벨라스케스 서거 300주년을 기념하기 위한 작품이 아니라, 어릴 적부터 수없이 찾아가 골똘히 바라보며 흠뻑 빠져들었던 경이로운 그림과 그 화가에게 헌정하는 극작가 부에로의 사모곡이다.